# Seleção Turca de Futebol Feminino
A Seleção Turca de Futebol Feminino representa Turquia no futebol feminino internacional.